# تپه شیخ مدی
تپه شیخ مدی مربوط به سدهٔ ۶ تا ۹ ه.ق است و در شهرستان مشگین‌شهر، بخش مرادلو، دهستان یافت، روستای کنجوبه واقع شده و این اثر در تاریخ ۲۶ اسفند ۱۳۸۷ با شمارهٔ ثبت ۲۵۷۹۶ به‌عنوان یکی از آثار ملی ایران به ثبت رسیده است.